# 4-я отдельная тяжёлая танковая бригада (СССР, 1935)

Организационная структура тяжёлой танковой бригады (ттбр) РККА, ВС Союза ССР, образца 1936 года.

4-я отдельная тяжёлая танковая бригада Резерва Главного Командования — формирование (соединение, отдельная тяжёлая танковая бригада) автобронетанковых войск (ранее механизированных) РККА Вооружённых Сил Союза Советских Социалистических Республик.

## Наименование
Наименования:
- полное действительное — 4-я отдельная тяжёлая танковая бригада;
- с 21 мая 1936 года, полное действительное — 4-я отдельная тяжёлая танковая бригада Резерва Главного Командования;
- сокращённое действительное — 4 оттбр, 4 оттбр РГК.

## История
Ленинградский «Кировский завод» наращивал производство основных средних танков Т-28. Выпущено их было около 90 штук. Харьковский завод выпускал основные тяжёлые танки Т-35А. Танки Т-28 вместе с Т-35 поступали на вооружение танковых полков РГК. С 1930 года по 1935 год в Красной Армии были сформированы пять тяжёлых танковых полков РГК, они дислоцировались: 1-й — в г. Смоленске (Белорусский ВО), 2-й — в Ленинграде (Ленинградский ВО), 4-й — в Киеве (Киевский ВО), 5-й в — Харькове (Харьковский ВО) и 6-й — в Слуцке (Ленинградский ВО). Организация этих полков претерпела несколько изменений. К концу 1935 года они состояли из управления, трёх батальонов по 30 танков в каждом. На их вооружение поступали средние Т-28, а в 5-й полк кроме того и тяжёлые Т-35А танки. 12 декабря 1935 года эти полки были развёрнуты в отдельные тяжёлые танковые бригады.
Бригада формировалась на основе 4-го отдельного тяжёлого танкового полка в декабре 1935 года — январе 1936 года в г. Харькове. Командиром танковой бригады назначен полковник Илья Владимирович Дубинский (командовавший 4-м отдельным тяжёлым танковым полком) и командовал ею до конца 1936 года. В связи с тем, что 4-й полк был вооружён лёгкими и малыми танками, а также танкетками Т-27, то из учебного танкового полка (Отдельного учебного танкового полка), дислоцировавшегося тоже в г. Харькове, передали 6 средних танков Т-28
,.
Организация тяжёлых танковых бригад была утверждена Наркомом обороны Союза ССР 12 декабря 1935 года. Бригада на танках Т-28 (1 400 чел.) состояла из управления бригады, батальона боевого обеспечения (взвод РО, сапёрный взвод, взвод химических танков, зенитная батарея, разведывательная рота, 182 чел.), учебного батальона (361 чел.), 2-го танкового батальона на Т-28 (172 чел.), 3-го танкового батальона на Т-28 (172 чел.), 4-го танкового батальона на Т-28 (172 чел.).
Бригада передислоцирована в г. Киев и уже там в её состав был включён танковый батальон с 13-ю средними танками Т-28, командир батальона майор Б. П. Петрица, дислоцировавшийся в г. Киеве и подчинявшийся 45-му механизированному корпусу.
1 марта 1936 года в бригаде было следующее наличие танков и бронеавтомобилей: Средних танков Т-28 по штату 54, в наличии 6, основных быстроходных лёгких танков БТ по штату 16, в наличии 48, лёгких танков Т-26 по штату 11, в наличии 30, лёгких танков Т-26 химических по штату 7, в наличии нет, БХМ-3 по штату 3, в наличии 1, бронеавтомобилей по штату 3, в наличии нет.
1 мая 1936 года танкисты на танках Т-28 приняли участие в военном параде на улице Крещатик в г. Киеве.
21 мая 1936 года приказом Наркома обороны Союза ССР бригада выделена в Резерв Главного Командования (РГК). Теперь она предназначалась для качественного усиления стрелковых и танковых соединений при прорыве укреплённых полос обороны противника. Изменилось и направление обучения танкистов. Подготовка для средних танков Т-28 командиров-танкистов велась на Ленинградских бронетанковых курсах усовершенствования командного состава и в Орловском бронетанковом училище, а специалистов-танкистов осуществлялась во 2-й запасной танковой бригаде Ленинградского ВО.
Стахановское движение развернувшееся по всей стране охватило и личный состав Красной Армии и Флота. В начале 1936 года Политуправление РККА провело совещание воинов-стахановцев мотомехчастей. Движение распространялось на полки, батальоны, роты, взводы и нацеливало личный состав на глубокое изучение техники, сбережение военного имущества, экономное расходование горючих и смазочных материалов,.
В округе регулярно проводились совещания ударников частей, эстафеты «За технику!», «За культуру и культурность!», смотры оружия и ударные месячники в боевой и политической подготовке, военно-технический экзамен, слёты воинов-стахановцев. Командиры и красноармейцы занимались рационализаторской и изобретательской работой. Среди лучших соединений и частей была 4-я отдельная бригада.
В 1930-х годах в войсках округа проходило активное изучение нового вооружения под лозунгом «За овладение техникой!». Красноармейцы изучали правила хранения и эксплуатации техники, боролись умелое её использование на занятиях. В частях велась военно-техническая пропаганда. Большое место на своих страницах пропаганде технических знаний уделяла армейская печать. С 1931 года окружная газета «Красная Армия» выходила со специальным приложением с названием «За технику!». В приказе командующего войсками округа … от 4 июня 1936 года отмечена многотиражная газета 4 оттбр «За технику!» как активный пропагандист военно-технических знаний.
С 1936 года по государственным праздникам (7 ноября и 1 мая) танкисты на танках Т-28 принимали участие в военных парадах на улице Крещатик в г. Киеве.
До конца 1936 года командиром 4 оттбр был полковник И. В. Дубинский.
В 1936 году полковник Дубинский назначен начальником учебного отдела на Казанских бронетанковых курсах усовершенствования технического состава.
7 ноября 1937 года танкисты на танках Т-28 приняли участие в военном параде на улице Крещатик в г. Киеве.
1 января 1938 года в бригаде было танков Т-28 — 80 штук.
26 июля 1938 года Киевский военный округ преобразован в Киевский особый военный округ. В округе создаются армейские группы. 4 оттбр находится на территории Житомирской армейской группы.
20 декабря 1938 года директивой Генштаба РККА № 4/5/37550 48-я отдельная зенитная батарея бригады, штат 10/845, переформирована в 48-ю отдельную зенитно-пулемётную роту по штату № 10/855. В 1938 году в автобронетанковых войсках началась перенумерация соединений. Бригада дислоцировалась в г. Киеве до 1939 года.
В 1939 году 4 оттбр РГК стала именоваться 10-я тяжёлая танковая бригада РГК.

## В составе
- Харьковский военный округ (с 12.12.1935).
- Киевский военный округ (с 1936 — до 21.05.1936).
- Резерв Главного Командования с дислокацией в Киевском военном округе (с 21.05.1936 — до 26.07.1938).
- Резерв Главного Командования с дислокацией в Киевском Особом военном округе на территории Житомирской армейской группы (26.07.1938 — до 17.09.1939).

## Командование
Командир бригады:
- Дубинский, Илья Владимирович, полковник (12.12.1935 — до конца 1936)[3].

Помощник по строевой части:
- Пролеев Василий Алексеевич майор.[3]

Помощник по технической части:
- Громов.[3]
- Гуля Матвей Васильевич полковник (врид 7.12.37-11.38).[3]
- Абалихин Алексей Петрович военинженер 2 ранга (до 1939).[3]

Начальник штаба:
- Поликарпов Александр Георгиевич майор (3.01.37-2.06.38).[3]
- Гуревич Хаим Менделевич майор (до 1939).[3]

Помощник начальника штаба:
- Бандуркин Александр Петрович майор (до 1939).[3]

Начальник оперативной части:
- Панов Павел Павлович майор (до 1939).[3]

Начальник строевой части:
- Морев Александр Сергеевич старший лейтенант (до 1939).[3]

Начальник части тыла:
- Носуль Иван Яковлевич майор (до 1939).[3]

Начальник химической службы:
- Замятин Пётр Дмитриевич капитан (до 1939).[3]

Начальник снабжения:
- Хомичук Яков Иосифович майор (до 1939).[3]

Начальник политотдела:
- Руденко Никита Васильевич полковой комиссар (до 1939).[3]
- 1-й танковый батальон. Командир батальона капитан Иванов (с 05.36 г.). Военком — старший политрук Романенко (с 05.36 г.).[3]
- учебный танковый батальон. Командиры батальона:
  - Богдан Петрович Петрица майор (арестован 11.06.37).[3]
  - Федор Михайлович Кишкин-Иваненко майор (19.09.37-11.38).[3]

## Состав
На 12.12.1935 — 1939:
- управление бригады.[4]
- батальона боевого обеспечения:[4]
  - взвод РО,[4]
  - сапёрный взвод,[4]
  - взвод химических танков,[4]
  - зенитная батарея,[4] (48-я отдельная зенитная батарея бригады.)[3]
  - разведывательная рота.[4]
- учебный танковый батальон.[3],[4]
- 1-й (2-й) танковый батальон на Т-28.[3],[4]
- 2-й (3-й) танковый батальон на Т-28.[3],[4]
- 3-й (4-й) танковый батальон на Т-28.[3],[4]

На 20.12.1938 г.:
- 48-я отдельная зенитно-пулемётная рота.[3]